# Constantin Stănescu
Constantin Stănescu (ur. 9 maja 1928) – rumuński kolarz szosowy. Reprezentant Rumunii na Letnich Igrzyskach Olimpijskich 1952 w Helsinkach. Na igrzyskach uczestniczył w wyścigu indywidualnym ze startu wspólnego, w którym zajął 29. miejsce, najwyższe wśród rumuńskich zawodników.